# Шарлотта Гессен-Кассельская
Шарлотта Гессен-Кассельская (нем. Charlotte von Hessen-Kassel; 20 ноября 1627 Кассель — 16 марта 1686, Гейдельберг) — принцесса Гессен-Кассельская, в замужестве курфюрстина Пфальцская.

## Биография
Шарлотта — дочь ландграфа Вильгельма V Гессен-Кассельского и его супруги Амалии Елизаветы Ганау-Мюнценбергской. 22 февраля 1650 года в Касселе Шарлотта вышла замуж за курфюрста Пфальца Карла Людвига. Брак своенравной Шарлотты с курфюрстом Пфальцским оказался несчастливым. Супруг обвинял её в чрезмерном увлечении верховой ездой, охотой и невнимании к мужу после рождения двоих детей. Карлу Людвигу не удалось официально развестись с Шарлоттой, поэтому он вступил в морганатический брак с 20-летней придворной дамой Марией Луизой фон Дегенфельд. Родившиеся в этом браке дети получили титул рауграфов, считались незаконнорождёнными и не могли претендовать на наследство. Расставшись с курфюрстом, Шарлотта поселилась в боковом крыле Гейдельбергского замка.

## Потомки
В браке с курфюрстом Карлом Людвигом у Шарлотты родились:
- Карл II (1651—1685), курфюрст Пфальца, женат на Вильгельмине Эрнестине Датской (1650—1706)
- Елизавета Шарлотта (1652—1722), замужем за герцогом Филиппом I Орлеанским (1640—1701)
- Фридрих (1653—1654)